# Cnicus
- Commons
- Wikispecies

Cnicus é um género botânico pertencente à família Asteraceae.

## Espécies
A espécie Cnicus benedictus, mais conhecida por cardo-santo  é um potente tônico estomacal. Sua sinonímia é Centaurea benedicta.
Descrição: Planta de 20 a 50 cm, com folhas e caules vilosos. Folhas espinhosas e capítulos florais pouco numerosos, amarelos e rodeados de espinhos avermelhados.
Habitat: Toda a Europa e Ásia. Ocasionalmente na América do norte, Brasil, Chile e Argentina. Próprio de ribanceiras e terrenos pedregosos e secos.
História: O cardo-santo já foi considerado remédio para quase todas as doenças, inclusive contra a peste na Idade Média, mas as modernas pesquisas químico-farmacêuticas revelaram suas reais aplicações.
Propriedades e aplicações: Por possuir um princípio amargo, a cnicina, estimula as glândulas que segregam os sucos digestivos no estômago e no intestino delgado. Favorece também as funções do fígado e do pâncreas. Esta propriedade tônica é potencializada pela presença de mucilagem e tanino em toda a parte aérea da planta.
Reacções adversas: Pode provocar vómitos e diarreias.. Em altas doses provoca queimadura da orofaringe e esófago

## Classificação do gênero
| Sistema | Classificação                               | Referência               |
| ------- | ------------------------------------------- | ------------------------ |
| Linné   | Classe Syngenesia, ordem Polygamia aequalis | Species plantarum (1753) |